# Enicospilus ares
Enicospilus ares là một loài tò vò trong họ Ichneumonidae.